# Alice Masaryková
Alice Masaryková, född 1879, död 1966, var en tjeckoslovakisk politiker.
Hon blev 1918 sitt lands första kvinnliga parlamentariker, tillsammans med de övriga kvinnor som valdes in samtidigt. 